# Глебов, Григорий Владимирович
Григорий Владимирович Глебов (род. 2 июля 1991, Ижевск) — российский хоккеист, защитник.

## Биография
Воспитанник ижевского хоккея. Начинал играть в команде «Ижсталь-2» (2008/09 — 2010/11). В сезоне 2011/12 дебютировал за «Ижсталь» в ВХЛ, проведя один матч. В следующем сезоне сыграл 49 матчей за «Ижсталь» и три — за «Стальных ижей» в МХЛ-Б. Три сезона (2012/13 — 2014/15) провёл в команде ВХЛ «Молот-Прикамье».
24 июня 2015 года подписал контракт с клубом КХЛ «Адмирал» Владивосток. Сезон-2015/16 начал в клубе-партнёре «Сокол» Красноярск из ВХЛ. Сыграв пять матчей, 27 сентября перешёл в «Металлург» Новокузнецк. Провёл 42 матча в КХЛ и пять — в плей-офф ВХЛ за «Зауралье». 16 августа 2016 года клуб расторг контракт. В дальнейшем Глебов играл в ВХЛ за команды «Ижсталь» (2016/17), «Зауралье» (2017/18 — 2018/19, 2020/21, с 2023/24), «Химик» Воскресенск (2019/20), «Молот» (2021/22), «Дизель» (2022/23).